# South Coast Highway
Der South Coast Highway ist eine Fernverkehrsstraße im Süden des australischen Bundesstaates Western Australia. Er ist etwa 600 km lang und verläuft in Ostwest-Richtung mehr oder weniger parallel zur Südküste Australiens. Er verbindet den Coolgardie-Esperance Highway in Esperance mit dem South Western Highway in Walpole. Der South Coast Highway ist Teil des National Highway 1.

## Verlauf
Der South Coast Highway beginnt in Esperance, einer Stadt an der Großen Australischen Bucht im Süden von Western Australia. Dabei kann er gewissermaßen als Fortsetzung des Coolgardie-Esperance Highway (R1) gesehen werden, der von Norden her kommend in die Stadt führt. Der South Coast Highway führt in Richtung Westen, vorbei am Pink Lake, einem See, der seine Farbe und seinen Namen von einer Alge erhalten hat.
Auf dem Weg nach Ravensthorpe, etwa 190 km westlich von Esperance, passiert die Fernstraße mehrere Nationalparks, wie beispielsweise den Cape-Arid-Nationalpark und den Cape-Le-Grand-Nationalpark, die entlang der Küste liegen. Nahe Ravensthorpe betreibt der Bergbaukonzern BHP Billiton seit 2007 eine Nickel- und Kobaltmine.
Weitere 300 km weiter in südwestlicher Richtung liegt die Stadt Albany am South Coast Highway. Sie verfügt über den größten Naturhafen der Welt und war Standort der ersten Strafkolonie in Western Australia. Später erlangte die Stadt Bekanntheit als Walfangzentrum. Heute gibt es im Ort ein Walmuseum und in den Wintermonaten wird Whale-Watching als Touristenattraktion angeboten. Außerdem gibt es in der Umgebung von Albany mehrere Nationalparks und beeindruckende Felsformationen an der Küste. In Albany zweigt der Albany Highway in Richtung Perth ab und bietet eine direktere Verbindung zur Hauptstadt des Bundesstaates als es die Fahrt entlang der Küste ist.
50 km westlich von Albany liegt die Kleinstadt Denmark. Dort steht der Barometer-Turm, in dem sich das mit zwölf Metern größte Barometer der Welt befindet.
Die letzten 70 km des South Coast Highway von Denmark nach Walpole sind geprägt von beeindruckenden Wäldern. Bekannt ist das Valley of the Giants mit dem Tree Top Walk im Walpole-Nornalup-Nationalpark. In Walpole endet der South Coast Highway. Seine Fortsetzung bildet der South Western Highway, der von Walpole nach Perth führt.